# Кратово (община)
Кра́тово (макед. Општина Кратово) — община в Северной Македонии. Расположена в северо-восточной части страны. Население составляет 10 441 человек (2002 год).
Административный центр — город Кратово.
Площадь территории общины 375,44 км².
Граничит с общинами Северной Македонии:
- на западе — с общиной Куманово;
- на северо-западе — с общиной Старо-Нагоричане;
- на севере — с общиной Ранковце;
- на северо-востоке — с общиной Крива-Паланка;
- на востоке — с общиной Кочани;
- на юге — с общиной Пробиштип;
- на юго-западе — с общиной Свети-Николе.

В состав общины кроме города Кратово входят ещё 30 сёл: Близанци, Вакуф, Горно-Кратово, Димонце, Емирица, Железница, Живалево, Каврак, Кетеново, Кнежево, Койково, Конюх, Крилатица, Куклица, Куново, Луково, Мушково, Нежилово, Пендак, Приковци, Секулица, Страцин, Талашманце, Татомир, Тополовикь, Трновац, Туралево, Филиповци, Шлегово и Шопско-Рударе.
Этническая структура населения в общине по переписи населения 2002 года:
- македонцы — 10 231 чел.;
- цыгане — 151 чел.;
- сербы — 33 чел.;
- турки — 8 чел.;
- арумыны — 1 чел.;
- остальные — 17 чел.

Одной из главных достопримечательностей общины Кратово является так называемый Каменный город Куклица, включающий более 120 каменных столбов естественного происхождения.